# Japans centralbank

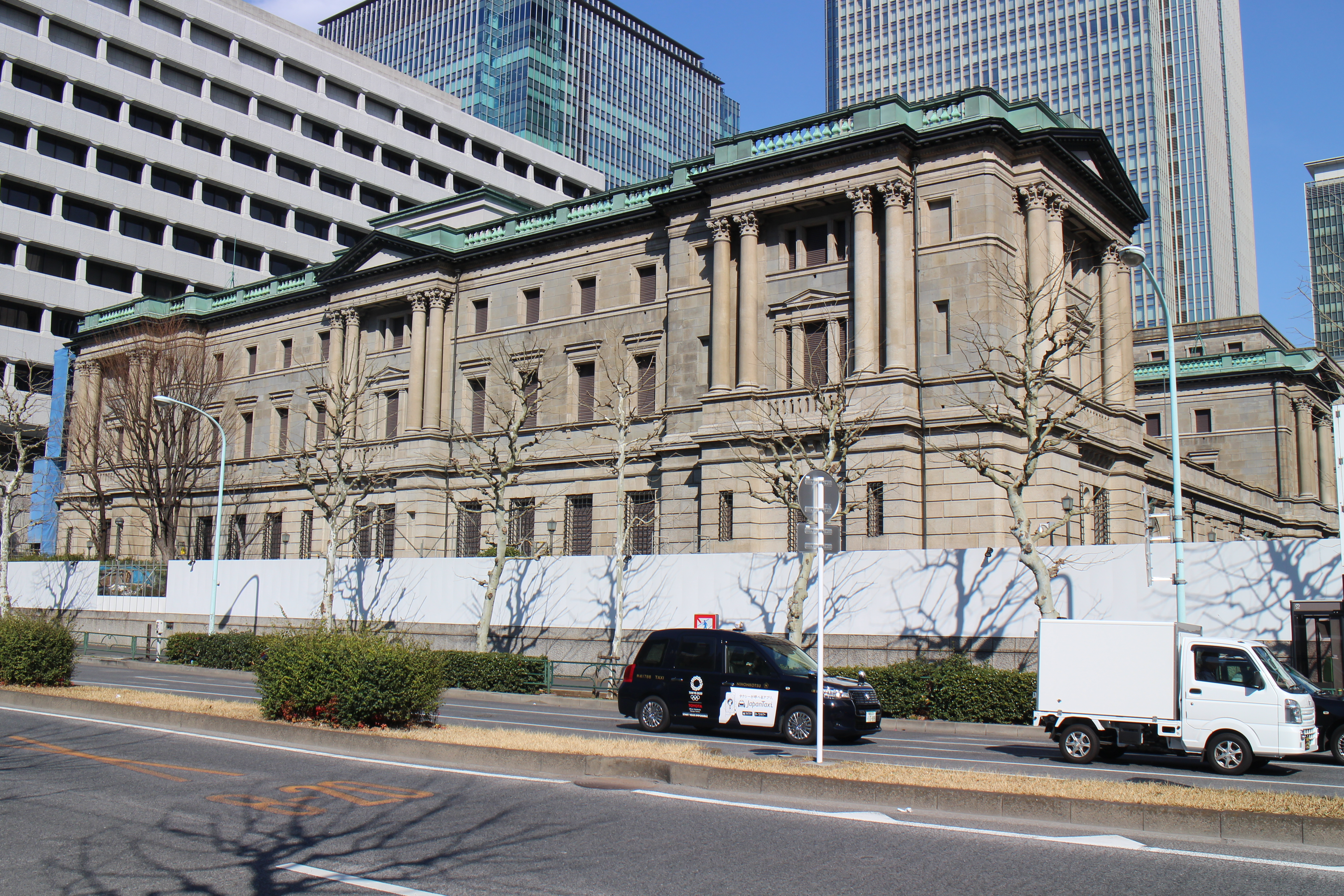
Japans centralbank

Japans centralbank (japanska: 日本銀行?, Nippon ginkō, Bank of Japan - BoJ) är centralbanken i Japan.

## Organisation
Bankens huvudkontor ligger i Nihonbashi i Chūō-ku, Tokyo, det finns även en filial i Osaka. Huvudkontoret består av tre byggnader, den "Nya byggnaden", den "Gamla byggnaden" och "Annexet".
BoJ:s högste befattningshavare är guvernören (総裁, sōsai) som utnämns av den japanska regeringen (内閣, Naikaku) i samråd med Japans riksdag (国会, Kokkai).
Guvernören utgör tillsammans med två viceguvernörer och ytterligare 6 ledamöter det så kallade "Policy Board" (政策委員会, Seisaku iinkai), BoJ:s högsta beslutande organ.

## Uppgifter
Bankens huvuduppgifter är:
- utgivning och skötsel av sedlar
- fastlägga och utföra Japans penningpolitik
- ansvara för stabilitet inom det ekonomiska systemet
- förvalta och förvara Japans valutareserver och värdepapper
- sammanställa data och utföra ekonomiska analyser och forskning
- bevaka och delta i utländska ekonomiska aktiviteter

## Historia
Under Edoperioden före centralbankens instiftande hade shogunen av Tokugawaklanen monopolet för myntprägling medan länsherrarna (daimyōerna) lokalt gav ut "Hansatu" (藩札 länssedlar) i sina egna län (藩, Han).
Centralbanken instiftades redan 1871 i samband med "New Currency Act" under Meijirestaurationen och samtidigt infördes även den nya valutan yen. De tidigare länen omstrukturerades till prefekturer och från början kunde även privata banker prägla mynt och sedlar.
Den 10 oktober 1882 omstrukturerades banken nu till att vara Japans centralbank och de lokala utgivningsrätterna av valuta upphörde därmed. Den 18 maj 1885 gav den nya centralbanken ut sina första sedlar. 1897 infördes sedan även guldmyntfoten i Japan.
1949 instiftades "Policy Board" som centralbankens högsta beslutande organ.
Centralbanken omstrukturerades genom lagstiftning ytterligare såväl den 1 maj 1942 och den 1 april 1998 (heisei år 9 i enlighet med den japanska tidräkningen). Den senare omstruktureringen skulle bland annat säkra bankens oberoende och möjlighet till insyn.
Huvudkontoret (numera kallat "Gamla byggnaden") byggdes 1896, tillbyggnaden ("Nya byggnaden") uppfördes 1973. I "Annexet" finns idag ett museum över bankens och valutans historia.